# Джалма Сантус
Джалма Сантус (порт. Djalma Santos, нар. 27 лютого 1929, Сан-Паулу — 23 липня 2013) — бразильський футболіст, захисник. Член ФІФА 100
Відомий виступами за клуби «Португеза Деспортос» та «Палмейрас», а також національну збірну Бразилії, у складі якої — дворазовий чемпіон світу.

## Клубна кар'єра
У дорослому футболі дебютував 1948 року виступами за клуб «Португеза Деспортос», в якому провів понад десять сезонів, взявши участь у 453 матчах чемпіонату. Більшість часу, проведеного у складі «Португеза Деспортос», був основним гравцем захисту команди.
Своєю грою привернув увагу представників тренерського штабу «Палмейраса», до складу якого приєднався 1958 року. Відіграв за команду з Сан-Паулу ще понад десять сезонів своєї ігрової кар'єри. Граючи у складі «Палмейраса» також здебільшого виходив на поле в основному складі команди. За цей час тричі ставав переможцем Ліги Пауліста.
Завершив професійну ігрову кар'єру в «Атлетіку Паранаенсе», за який виступав протягом 1969—1970 років.

## Виступи за збірну
1952 року дебютував в офіційних матчах у складі національної збірної Бразилії. Протягом кар'єри у національній команді, яка тривала 17 років, провів у головної команди країни 98 матчів, забивши 3 голи.
У складі збірної був учасником чотирьох чемпіонатів світу (1954, 1958, 1962 і 1966), на двох з яких перемагав, а також чотирьох кубків Америки.

## Титули та досягнення
- Переможець Ліги Пауліста: 1959, 1963, 1966
- Чемпіон світу: 1958, 1962
- Срібний призер Чемпіонату Південної Америки: 1953, 1957, 1959 (Аргентина)
- Переможець Панамериканського чемпіонату: 1952